# Sabine (cráter)

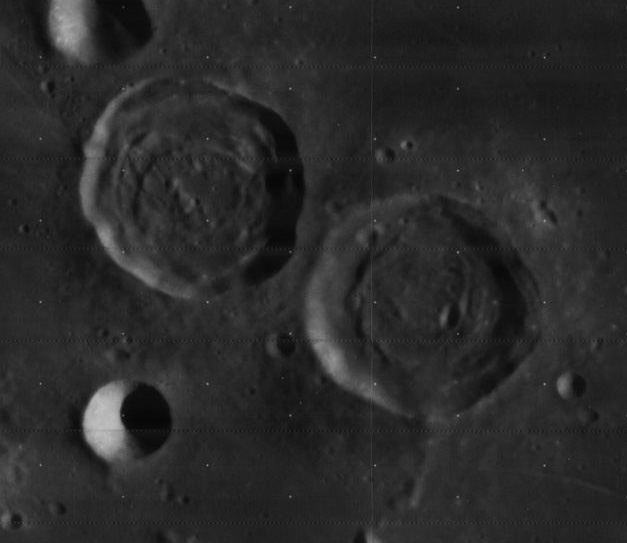
Fotografía de la misión Lunar Orbiter 4 (1967)

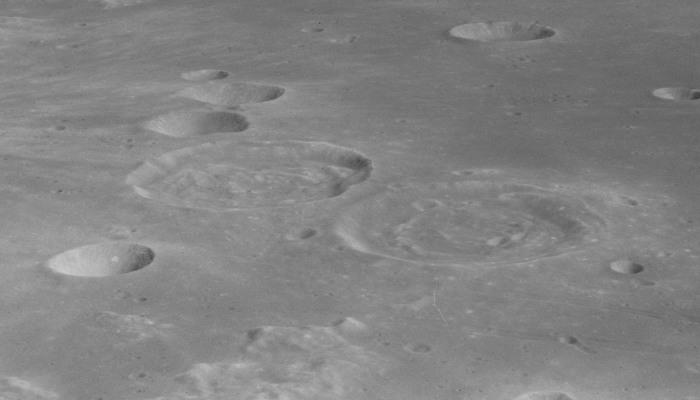
Fotografía de la misión Apolo 16

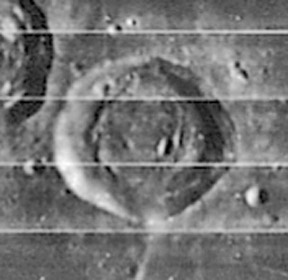
Fotografía de la misión Lunar Orbiter 4

Sabine es un cráter de impacto lunar que forma una pareja de cráteres casi iguales con Ritter, situado hacia el noroeste. Sus dos bordes están separados por una distancia de solo un par de kilómetros. Al oeste se halla el cráter Schmidt con forma de cuenco, y más al norte aparecen Manners y Arago.
|  |

El borde externo de este cráter es aproximadamente circular y es relativamente carente de rasgos significativos. El suelo interior tiene un par de pequeños cráteres y una pequeña elevación central. Presenta una cresta en el extremo occidental de la planta concéntrica con la pared interior.
Alrededor del 85 km al este-sureste se localiza 'Statio Tranquillitatis' (Base Tranquilidad), el lugar de aterrizaje de la misión Apolo 11 y de los primeros seres humanos que pisaron la Luna.
La nave Ranger 8 sobrevoló Sabine antes de ser estrellada en el Mare Tranquillitatis.
Tanto Sabine como Ritter se pensaba originalmente que podían ser calderas volcánicas en vez de cráteres de impacto. En su obra To A Rocky Moon, el geólogo lunar Don E. Wilhelms comentaba que: "Ambos cráteres son gemelos idénticos en morfología y tamaño (29-30 km). Poseen materiales eyectados radialmente desde sus bordes y cráteres secundarios. A pesar de su aparente juventud, están situados sobre el presumiblemente activo .. borde de un mare. Incluso están alineados a lo largo de una fosa tectónica, Hypatia Rimae. Lo más significativo es que carecen de cuencas profundas, signo reconocido desde los días de Gilbert como propio de los impactos." Sin embargo, después de que se completaron los aterrizajes de las misiones Apolo, se supo que "todos los cráteres dentro de las cuencas sufren levantamientos isostáticos", ya que "la fina corteza y el mayor calor generado en el interior de las cuencas reduce la viscosidad del sustrato de los impactos, lo que les permite alcanzar la isostasia con su entorno más rápidamente que otros cráteres."

## Cráteres satélite
Por convención estos elementos se identifican en los mapas lunares colocando la letra en el lado del punto central del cráter más cercano a Sabine.
|        | \| Sabine \| Coordenadas \| Diámetro \| \| ------ \| -------------------------- \| -------- \| \| A \| 1°18′N 19°30′E / 1.3, 19.5 \| 4 km \| \| C \| 1°00′N 23°00′E / 1.0, 23.0 \| 3 km \| |          |
| Sabine | Coordenadas | Diámetro |
| A      | 1°18′N 19°30′E / 1.3, 19.5 | 4 km     |
| C      | 1°00′N 23°00′E / 1.0, 23.0 | 3 km     |

Los siguientes tres cráteres fueron renombrados por la UAI, en honor de los tres astronautas del Apolo 11:
- Sabine B -  Véase  Aldrin.
- Sabine D -  Véase  Collins.
- Sabine E -  Véase  Armstrong.